# 전석찬
전석찬(1981년 10월 11일 ~ )은 대한민국의 배우이다.

## 학력
- 서강대학교 신문방송학과 학사 졸업
- 한국예술종합학교 연극원 연기과 석사과정 수료

## 경력
- 극단 달나라동백꽃 단원

## 출연작

### 영화
- 《포니테일》 (2008년)
- 《절대연필》 (2015년) - 경준 역
- 《미씽: 사라진 여자》 (2016년) - 남 형사 역
- 《버닝》 (2018년) - 석찬 역
- 《탐정: 리턴즈》 (2018년) - 열쇠 기술자 역
- 《살아남은 아이》 (2018년) - 지구대경찰 역
- 《우리집》 (2019년) - 신혼부부 역
- 《첫잔처럼》 (2019년) - 김씨 역
- 《집 이야기》 (2019년) - 상진 역
- 《나는보리》 (2020년) - 축구 해설 (목소리) 역
- 《임계장》 (2020년) - 김가놈 역
- 《높이뛰기》 (2021년) - 체육선생 역
- 《모럴센스》 (2022년) - 홍 과장 역 (우정출연)

### 드라마
- 《세계의 끝》 (2013년, JTBC) - 오정수 경사 역
- 《밀회》 (2014년, JTBC)- 이선재 담임 역
- 《풍문으로 들었소》 (2015년, SBS) - 서철석 역
- 《육룡이 나르샤》 (2015년, SBS) - 박포 역
- 《치안전문주식회사 저스티스》 (2016년, 네이버 TV캐스트) - 형태 역
- 《굿 와이프》 (2016년, tvN) - 이효진의 오빠 역
- 《피고인》 (2017년, SBS) - 박진호 교도관 역
- 《조작》 (2017년, SBS)
- 《밥 잘 사주는 예쁜 누나》 (2018년, JTBC)
- 《봄밤》 (2019년, MBC) - 뉴스 앵커 역
- 《왓쳐》 (2019년, OCN) - 김조한 역
- 《낭만닥터 김사부 2》 (2020년, SBS) - 최 기자 역
- 《아무도 모른다》 (2020년, SBS) - 김병희 역
- 《모범택시》 (2021년, SBS) - 김철진 역
- 《해피니스》 (2021년, tvN) - 박용철 역
- 《가우스전자》 (2022년, Seezn) - 차와와 역
- 《모범택시 시즌2》 (2022년, SBS) - 김철진 역
- 《졸업》 (2024년, tvN) - 금춘일 역
- 《협상의 기술》 (2025년, JTBC) - 박기열 역
- 《우리 영화》 (2025년, SBS) - 노희태 역
- 《서초동》 (2025년, tvN) - 장현석 역

### 연극
- 《찌질이 신파극》 (2011년)
- 《없는 사람들》 (2011년)
- 《뻘》 (2012년)
- 《로풍찬 유랑극장》 (2012년)
- 《없는 사람들》 (2013년)
- 《파인 땡큐 앤드 유》 (2013년)
- 《2013 봄 작가 겨울무대 - 뒤죽박죽》 (2013년)
- 《뺑뺑뺑》 (2014년)
- 《로풍찬 유랑극장》 (2014년)